# Volta a Suïssa 1949
La Volta a Suïssa 1949 és la 13a edició de la Volta a Suïssa. Aquesta edició es disputà del 30 de juliol al 6 d'agost de 1949, amb un recorregut de 1.874 km distribuïts en 8 etapes. L'inici i final de la cursa fou a Zúric.
El vencedor final fou el suís Gottfried Weilenmann, el qual, tot i no guanyar cap etapa, prengué el lideratge després de la 3a etapa i ja no el deixà fins al final de la cursa. El també suís Georges Aeschlimann acabà tan sols nou segons rere Weilenmann, mentre Martin Metzger acabà en tercera posició, a quasi dotze minuts. El suís Martin Metzger guanyà la classificació de la muntanya.

## Etapes
| Etapa | Data         | Recorregut        | Km  | Vencedor d'etapa          | Líder de la general        |
| ----- | ------------ | ----------------- | --- | ------------------------- | -------------------------- |
| 1ª    | 30 de juliol | Zúric - Arbon     | 250 | Ernst Stettler (SUI)      | Ernst Stettler (SUI)       |
| 2ª    | 31 de juliol | Arbon - Davos     | 174 | Georges Aeschlimann (SUI) | Ernst Stettler (SUI)       |
| 3ª    | 1 d'agost    | Davos - Ascona    | 201 | Charles Guyot (SUI)       | Gottfried Weilenmann (SUI) |
| 4ª    | 2 d'agost    | Ascona - Ginebra  | 350 | André Brulé (FRA)         | Gottfried Weilenmann (SUI) |
| 5ª    | 3 d'agost    | Ginebra - Friburg | 183 | Ernst Stettler (SUI)      | Gottfried Weilenmann (SUI) |
| 6ª    | 4 d'agost    | Friburg - Berna   | 268 | Adolf Verschueren (BEL)   | Gottfried Weilenmann (SUI) |
| 7ª    | 5 d'agost    | Berna - Basilea   | 223 | Ward Peeters (BEL)        | Gottfried Weilenmann (SUI) |
| 8ª    | 6 d'agost    | Basilea - Zúric   | 225 | Fritz Schär (SUI)         | Gottfried Weilenmann (SUI) |

## Classificació final
|    | Ciclista                   | Equip     | Temps       |
| -- | -------------------------- | --------- | ----------- |
| 1  | Gottfried Weilenmann (SUI) | Suïssa    | 55h 36' 17" |
| 2  | Georges Aeschlimann (SUI)  | Suïssa    | + 9"        |
| 3  | Ernst Stettler (SUI)       | Suïssa    | + 11' 59"   |
| 4  | André Brulé (FRA)          | França    | + 13' 20"   |
| 5  | Danilo Barozzi (ITA)       | Itàlia    | + 17' 41"   |
| 6  | Nello Sforacchi (ITA)      | Itàlia    | + 23' 39"   |
| 7  | Fritz Zbinden (SUI)        | Suïssa    | + 24' 09"   |
| 8  | Vittorio Rossello (ITA)    | Itàlia    | + 25' 23"   |
| 9  | Marcel Ernzer (LUX)        | Luxemburg | + 28' 26"   |
| 10 | Ward Peeters (BEL)         | Bèlgica   | + 33' 59"   |